# Marin Cazacu
Marin Cazacu (* 30. September 1956 in Vidra/Kreis Ilfov) ist ein rumänischer Cellist.

## Leben
Cazacu studierte Cello am Konservatorium von Bukarest bei John Urcan und an der Nationalen Musikuniversität Bukarest bei Serafim Antropov und Aurel Niculescu. Als Stipendiat besuchte er einen Spezialkurs bei László Mező, und schließlich war er Assistent von Radu Aldulescu bei Meisterklassen in Costineşti und Sinaia. 1979 gewann er den Ersten Preis beim Internationalen Instrumentalwettbewerb Markneukirchen, 1980 den Zweiten Preis im Fach Violoncello beim Internationalen Johann-Sebastian-Bach-Wettbewerb in Leipzig. Weitere Preise erhielt er bei Wettbewerben in Genf, Bologna und Belgrad.
Seit 1983 ist Cazacu Konzertsolist des Philharmonieorchesters Bukarest. Er hatte zahlreiche Auftritte in Rumänien und ganz Europa, in Asien, Nord- und Südamerika und unter der Leitung von Dirigenten wie Gennadi Roschdestwenski, Sergiu Comissiona, Lu Jia, Nanse Gum, Cristian Mandeal, Horia Andreescu, Antoni Ros Marba, Mendi Rodan, Misha Katz und Jean Périsson. Als Kammermusiker arbeitete er u. a. mit Wladimir Orlow, Valentin Gheorghiu, Radu Aldulescu, Mihaela Martin, Mirel Iancovici, Ilja Grubert und Jeremy Menuhin zusammen und ist Mitglied der Gruppe Pro Arte und des Quartetts Voces. Auf dem Gebiet der Neuen Musik ist er Partner der Komponistin Doina Rotaru.
Seit 1992 unterrichtet Cazacu an der Nationalen Musikuniversität Bukarest und hat dort seit 2013 eine Professur inne. Er gründete mit Alexandra Guţu, Răzvan Suma und Olga Mănescu das Quartett Cellissimo und tritt mit seinen Studenten in der Formation Violoncellissimo (besetzt mit acht bis zwanzig Cellisten) auf. 1999 gründete er das Internationale Festival Enescu und die Musik der Welt, das jährlich im Sommer in Sinaia stattfindet. Weiterhin ist er Gründer des von Cristian Mandeal dirigierten Rumänischen Jugendorchesters. 2004 erhielt er den Orden Meritul Cultural. 2006 erlangte er den Doktorgrad mit der Arbeit „Cellokonzerte in der rumänischen Musikkomposition von Constantin Dimitrescu bis Pascal Bentoiu“. Seit 2014 ist er Leiter des Nationalen Kunstzentrums Tinerimea Română und Mitglied der Leitung der European Federation of National Youth Orchestras.
Cazacu ist mit der Flötistin Constanța Cazacu verheiratet. Auch ihre Kinder haben eine Laufbahn als Musiker eingeschlagen. Ihr Sohn Ștefan Cazaku spielt ebenfalls Cello, Iulia Cazacu ist Geigerin.